# South West England
South West England (South West) – jeden z dziewięciu regionów Anglii, obejmujący jej południowo-zachodnią część. Jest to największy pod względem powierzchni region, zajmujący 23 837 km² (18% terytorium Anglii), w 2021 roku zamieszkany przez 5 712 800 osób (10% ludności Anglii).
Największe miasta regionu to Bristol (liczba mieszkańców w 2011 r. – 535 907), Plymouth (234 982), Bournemouth (187 503), Swindon (182 441), Poole (154 718), Gloucester (136 362), Cheltenham (116 447) i Exeter (113 507).

## Podział terytorialny
Region South West obejmuje siedem hrabstw ceremonialnych. Podzielony jest na 15 jednostek administracyjnych niższego rzędu: 2 hrabstwa niemetropolitalne i 13 jednostek typu unitary authority.

Podział administracyjny regionu South West (legenda: patrz tabela obok)

| Nr na mapie | Hrabstwo ceremonialne | Hrabstwo niemetropolitalne           | Dystrykt niemetropolitalny           |
| Nr na mapie | Hrabstwo ceremonialne | lub jednostka typu unitary authority | lub jednostka typu unitary authority |
| ----------- | --------------------- | ------------------------------------ | ------------------------------------ |
| 1           | Dorset                | Bournemouth, Christchurch and Poole  | Bournemouth, Christchurch and Poole  |
| 2           | Dorset                | Dorset                               | Dorset                               |
| 3           | Somerset              | North Somerset                       | North Somerset                       |
| 4           | Somerset              | Somerset                             | Somerset                             |
| 5           | Somerset              | Bath and North East Somerset         | Bath and North East Somerset         |
| 6           | Bristol               | Bristol                              | Bristol                              |
| 7           | Gloucestershire       | South Gloucestershire                | South Gloucestershire                |
| 8a          | Gloucestershire       | Gloucestershire                      | Gloucester                           |
| 8b          | Gloucestershire       | Gloucestershire                      | Tewkesbury                           |
| 8c          | Gloucestershire       | Gloucestershire                      | Cheltenham                           |
| 8d          | Gloucestershire       | Gloucestershire                      | Cotswold                             |
| 8e          | Gloucestershire       | Gloucestershire                      | Stroud                               |
| 8f          | Gloucestershire       | Gloucestershire                      | Forest of Dean                       |
| 9           | Wiltshire             | Swindon                              | Swindon                              |
| 10          | Wiltshire             | Wiltshire                            | Wiltshire                            |
| 11a         | Devon                 | Devon                                | Exeter                               |
| 11b         | Devon                 | Devon                                | East Devon                           |
| 11c         | Devon                 | Devon                                | Mid Devon                            |
| 11d         | Devon                 | Devon                                | North Devon                          |
| 11e         | Devon                 | Devon                                | Torridge                             |
| 11f         | Devon                 | Devon                                | West Devon                           |
| 11g         | Devon                 | Devon                                | South Hams                           |
| 11h         | Devon                 | Devon                                | Teignbridge                          |
| 12          | Devon                 | Torbay                               | Torbay                               |
| 13          | Devon                 | Plymouth                             | Plymouth                             |
| 14          | Kornwalia             | Scilly (sui generis)                 | Scilly (sui generis)                 |
| 15          | Kornwalia             | Kornwalia                            | Kornwalia                            |